# Алексеева, Ирина Николаевна
Ири́на Никола́евна Алексе́ева (род. 20 апреля 2002) — российская гимнастка, чемпионка Европы по спортивной гимнастике 2018 года в командном многоборье (в составе сборной России).

## Биография

### 2018
Выступая в апреле 2018 года на проходившем в Казани чемпионате России по спортивной гимнастике, стала седьмой в абсолютном первенстве, а также завоевала серебряную медаль на брусьях и бронзовую в вольных упражнениях.
Вошла в состав команды, представлявшей Россию на чемпионате Европы 2018 года в Глазго (2—5 августа), и стала обладательницей золота в командном многоборье.
Вошла в заявку сборной России на чемпионат мира, который состоялся с 25 октября по 3 ноября 2018 года в Дохе.